# Thai-chacunda
Thai-chacunda (Anodontostoma thailandiae) är en fiskart som beskrevs av Wongratana, 1983. Thai-chacunda ingår i släktet Anodontostoma och familjen sillfiskar. IUCN kategoriserar arten globalt som livskraftig. Inga underarter finns listade i Catalogue of Life.